# Константинопольська конференція

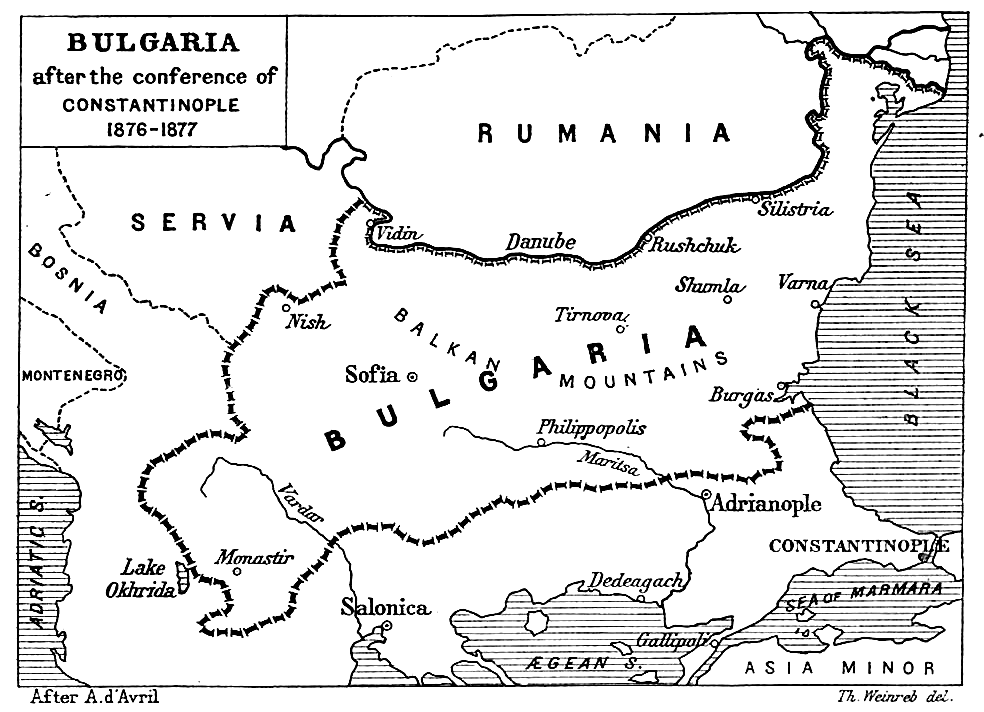
Болгарія відповідно до Константинопольскоі конференції.

Константинопольська конференція — конференція Англії, Росії, Франції, Німеччини, Австро-Угорщини та Італії, що була проведена в Стамбулі (Константинополі) від 23 грудня 1876 до 20 січня 1877 року. Конференція скликана на вимогу Англії після повстання Герцеговини, яке почалося в 1875 році, і болгарського повстання у квітні 1876. Великі держави домовилися про проект політичної реформи як в Боснії, так і в тих османських територіях де більшістю населення була болгари.
Метою конференції було розробити план більшої автономії як Боснії та Герцеговини, так і Болгарії у Османській імперії. Це дозволило б запобігти війни між Російською та Османською імперіями.
Хоча конференція й не мала успіху (уникнути війни не вдалося), проте Туреччина була позбавлена підтримки з боку Заходу. Як наслідок, незабаром почалася Російсько-турецька війна (1877—1878).